# Libration (roman)
Pour les articles homonymes, voir Libration (homonymie).
Libration (A Closed and Common Orbit) est un roman de science-fiction de Becky Chambers, publié en 2016 par Hodder et Stoughton. Il s'agit de la suite de son roman L'Espace d'un an (The Long Way to a Small, Angry Planet) publié en 2014 .

## Synopsis
Au lendemain des événements de L'Espace d'un an, Lovelace, l'IA du vaisseau Le Voyageur, se charge illégalement dans un corps androïde et quitte l'équipage et le vaisseau pour poursuivre une existence indépendante en compagnie de Poivre, une technicienne. Un fil narratif parallèle explore les premières années de la vie d’une enfant esclave génétiquement modifiée.

## Réception critique
Libration a été finaliste du prix Hugo 2017 du meilleur roman.
Dans The Guardian, Adam Roberts a noté que, bien que le roman soit une suite, il « fonctionne comme une histoire autonome » ; il a également observé qu'il partage les points forts du premier livre (y compris les « personnages complexes » et la « pure sympathie ») et les faiblesses (y compris « une tendance des personnages à bavarder plutôt qu'à faire avancer l'intrigue »). Publishers Weekly l'a qualifié de « valable », avec une « atmosphère amicale et apaisante » et « un rythme et une structure magnifiques ».
Strange Horizons a loué Chambers à la fois pour sa « délicieuse construction du monde » et pour la présentation habile qu'elle en propose. L'AV Club l'a considéré comme « plus intime que son prédécesseur », tandis que James Nicoll l'a décrit comme « plus concentré (et) plus efficace ».